# Centro Interamericano de Administrações Tributárias

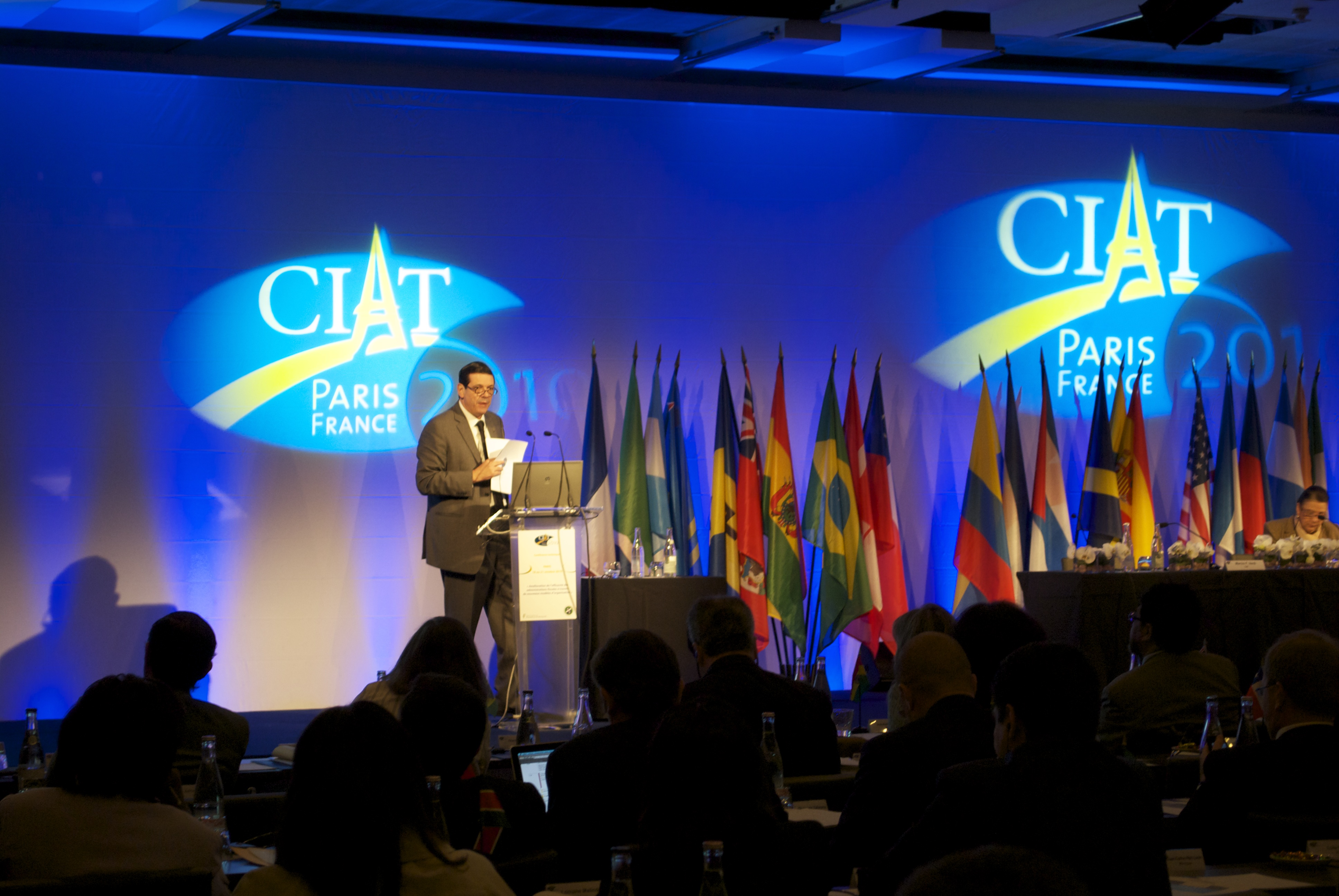
Márcio f. Verdi,Secretário Executivo. Conferência Técnica em Paris, França(Outubro 18-21, 2010)

O Centro Interamericano de Administrações Tributárias "CIAT" é uma organização internacional especializada em adestramento e intercâmbio de informações entre as administrações Tributárias nacionais de mais de 40 países.
O CIAT é uma organização publica internacional sem fins lucrativos que fornece assistência técnica especializada para a modernização e reforço das administrações tributárias. Fundada em 1967, o CIAT tem atualmente 38 países membros e países membro associado de quatro continentes, 31 países das Américas, 5 países europeus, dois países Africanos e um país asiático. É membro fundador da Rede de Organizações Fiscais (NTO), uma rede de administrações fiscais regionais e internacionais que visa desenvolver e promover sistemas fiscais eficazes em todo o mundo.

## Diretrizes
•   Promover programas de cooperação mútua entre as administrações tributárias para prevenir e combater todas as formas de fraude, evasão fiscal e facilitar o cumprimento voluntário;
• Desenvolver e disseminar informações, estudos, pesquisas e desenvolvimento de práticas inovadoras para melhorar a política fiscal e de administração.
• Para projetar, promover e programar atividades de formação em coordenação com as administrações fiscais, para ajudar a melhorar os níveis de profissionalismo do seu pessoal.
• Avaliar, apoiar e executar a implementação de projetos de assistência técnica para fortalecer as administrações Tributárias.

## História

### Fundação
Depois de que as autoridades das administrações Tributárias dos países das Américas visitaram os Estados Unidos em 1965 para conhecer e discutir sobre questões da administração tributária, Sheldon Cohen e Harold Moss, ao tempo Comissário e Diretor, respectivamente do Gabinete de Assistência Internacional do Serviço de Receita Interna dos EUA, teve a visão de criar uma organização que poderia servir como um fórum permanente para tratar as questões da administração tributária.
Um Comitê Gestor foi designado, a fim de estabelecer as bases para uma organização multilateral de administradores tributários. Os membros do Comitê foram Sheldon Cohen e Harold Moss (EUA), Roberto Hoyo e Alfredo Gutiérrez (México), Jaime Ross e Tomás Aguayo (Chile), Menalco Solís e Targidio Bernal (Panamá) e Edison Gnazzo e Emilio Vidal (Uruguai) . Em reuniões realizadas em 1965 e 1966, essa Comissão elaborou o Estatuto Social da organização.
Em maio de 1967, na primeira Assembleia Geral realizada no Panamá, o Estatuto Social do Centro Interamericano de Administradores Tributários (CIAT) foi aprovado.
Em 1997, uma mudança de nome do Centro foi aprovada, tornando-se o Centro Interamericano de Administrações Tributárias, para enfatizar a natureza institucional da organização. 

## Evolução das Atividades do Ciat
Até 1977, as atividades do CIAT eram principalmente focada na organização de reuniões internacionais (Assembleia anual, conferências e seminários técnicos), a publicação de um boletim e a criação e manutenção de uma biblioteca especializada em matéria fiscal. Nesse mesmo ano, um Acordo de Cooperação Técnica foi assinado com a República Federal da Alemanha, segundo o qual referido país nomeou uma missão permanente para o CIAT, que foi de grande benefício para a organização e seus países membros. O acordo não esteve em vigor até 1997 facilitando ao CIAT entrar no campo de assistência técnica.
Em 1982 e 1983, acordos de cooperação técnica foram assinados com a França e Espanha respectivamente, traindo como resultado missões  permanente missões permanentes destes países foram nomeados para a sede do CIAT no Panamá.
Além disso, em 1983, o Projeto de Cooperação Técnica Regional sobre a Conta Única de Contribuintes 'Registro e atual, RUC / CC (conforme a sigla em espanhol) foi realizado para a América Central e no Caribe, financiado pelo BID e administrado pelo CIAT. A partir desse momento, o Centro começou a atuar como uma agência especializada prestando serviços de assistência técnica para as administrações tributárias de América Latina e no Caribe.
Em 1987, na Assembleia Geral, realizada no Uruguai, a reforma do Estatuto foi aprovado, criando a categoria de Países Membros Associado. Isto permitiu a adesão sob esse estatuto de Espanha e Portugal em 1990, França em 1991, Itália em 1995, e  Holanda em 1996.
O processo de evolução institucional continuou no decorrer da década de 1990 com, por um lado, o uso crescente da tecnologia da informação e ferramentas de gestão, como planejamento estratégico, e, por outro lado, o crescente interesse e compromisso por parte dos membros europeus associarem os países, cinco dos quais se tornaram membros de pleno direito em 2001.
A participação de todos estes países tornou possível aumentar significativamente e melhorar as possibilidades do CIAT para atender a sua finalidade de apoiar o fortalecimento e a modernização das administrações tributárias de seus países membros.
Vale a pena notar que o volume e âmbito das atividades do CIAT, bem como o número de países membros e países-membros associados de diferentes continentes tem se expandido de forma significativa desde a sua criação, o que nos permite afirmar que o nosso Centro é atualmente o maior do mundo e os principais organização das administrações tributárias.
Como tal, mantém relações estreitas com outras instituições e assinou acordos de cooperação com as mais relevantes entidades públicas e privadas internacionais especializadas em matéria fiscal.
As Sedes estão localizadas na Cidade do Panamá, República do Panamá, e as suas línguas oficiais são o Espanhol, Inglês, Português e Francês.

### Organização de conferências fiscais internacionais
O CIAT realiza a sua Assembleia Geral em abril de cada ano. Este evento reúne autoridades da administração fiscal dos países membros e organizações convidadas para discutir desafios comuns, partilhar experiências e promover a cooperação entre os países membros. Em 2024, o evento teve lugar na Foz do Ignaciu (Brasil), sob o tema "Mecanismos de prevenção e resolução de conflitos e promoção do cumprimento voluntário" 
O CIAT também organiza uma conferência técnica anual em outubro. O próximo evento previsto é a Conferência Técnica de 2024, que terá como tema "Circumvention and general anti-abuse rules: casuistry and tax justice", a realizar em Lima, Peru, de 15 a 17 de outubro de 2024.

## Adestramento
Atividades de adestramento são em sua maioria no modo virtual e tem como objetivo ajudar a melhorar o nível profissional dos funcionários da administração tributária através do desenho e implementação de programas de treinamento de acordo com a necessidade dos países membros das administrações tributárias. Os cursos são oferecidos nas áreas de tributação internacional, a administração tributária, recursos humanos, aspetos políticos e técnicos de tributação, administração tributária.
• Prestar assistência técnica na área de adestramento.
• Promover o intercâmbio de professores em diversas áreas para atividades de formação virtual.

## Cooperação Interacional
Entre as principais atividades realizadas pelo CIAT nesta área:
• Os grupos de trabalho: Para o projeto e desenvolvimento de produtos específicos que apoiariam o esboço de política fiscal e da gestão dos impostos.
• As comissões permanentes: Grupos de especialistas das administrações tributárias, que se reúnem regularmente e constantemente se comunicam através de uma plataforma de comunicação virtual para discussão de temas de política e administração tributária e ao desenvolvimento de produtos e serviços. A diferença entre uma comissão permanente e um grupo de trabalho é que o último termina quando cumpre o seu propósito.
Seminários e talheres: Para difundir boas práticas e experiências e identificar as necessidades e / ou exigências para o desenvolvimento de futuras atividades de cooperação internacional.
• Acordos de cooperação: identificação de parceiros estratégicos. Os "parceiros estratégicos", pode ser ambas as organizações e países, que são identificados com base em critérios como a disponibilidade de recursos para financiar projetos de assistência técnica, a geração potencial de sinergias com o projeto e execução das atividades de estudos, formação e cooperação.
• Visitas de estudo e estágios: funcionários de Treinamento "in situ" em administrações tributárias dos países membros.

## Estados-Membros
O CIAT é composto das administrações tributárias de 40 países membros e países-membros associarem -31 países das Américas, 5 países europeus, dos países Africanos e um país asiático. África do Sul e Índia são membros associados.
Argentina: Administración Federal de Ingresos Públicos

Aruba:  Ministerio di Finansas, Comunicacion, Utilidad y Energia

Barbados: Ministry of Finances and Economic Affairs
	
Bermuda: Office of the Tax Commissioner

Bolivia: Servicio de Impuestos Nacionales
	
Brasil: Receita Federal do Brasil

Canada: Agencia de Ingresos de Canadá
	
Chile: Servicio de Impuestos Internos

Colômbia: Dirección de Impuestos y Aduanas Nacionales
	
Costa Rica: Dirección General de Tributación, Ministerio de Hacienda

Cuba: Oficina Nacional de Administración Tributaria
	
Curaçao: Belastingdienst van Curacao

Equador: Servicio de Rentas Internas
	
El Salvador: Dirección General de Impuestos Internos

Espanha: Agencia Estatal de Administración Tributaria

Estados Unidos: Internal Revenue Service

França: Direction Générale des Finances Publiques

Haiti: Ministère de l´Économie et des Finances 

Guatemala: Superintendencia de Administración Tributaria

Guyana:Guyana Revenue Authority
	
Honduras: Dirección Ejecutiva de Ingresos

Itália: Guardia di Finanza
	
Jamaica: Tax Admministration of Jamaica

Mexico: Servicio de Administración Tributaria
	
Nicaragua: Dirección General de Ingresos

Panama: Dirección General de Ingresos

Países Baixos: Ministry of Finance

Paraguai: Subsecretaría de Estado de Tributación
	
Pérou: Superintendencia Nacional Tributaria

Portugal: Portal das Finanças
	
Républica Dominicana: Dirección General de Impuestos Internos
	
Sint Maarten:Finances

Suriname: Dirección de Impuestos

Trinidad e Tobago: Dirección General de Hacienda Pública

Uruguai:Dirección General Impositiva

Venezuela: Servicio Nacional Integrado de Administración Aduanera y Tributaria

### Membros Associados
África do Sul: South African Revenue Service

Índia: Ministry of Finance, Government of India

Quênia: Kenian Revenue Authority

República Checa: : Ministerstvo financí 

## Ligações
- CIAT Inter-American Center of Tax Administration